# トリコ×ONE PIECE×ドラゴンボールZ 超コラボスペシャル!!
- トリコ > トリコ×ONE PIECE×ドラゴンボールZ 超コラボスペシャル!!
- ONE PIECE > ONE PIECE (アニメ) > トリコ×ONE PIECE×ドラゴンボールZ 超コラボスペシャル!!
- ドラゴンボール > ドラゴンボールZ > トリコ×ONE PIECE×ドラゴンボールZ 超コラボスペシャル!!

『ドリーム9 トリコ×ONE PIECE×ドラゴンボールZ 超コラボスペシャル!!』は、フジテレビ系列で2013年4月7日（日曜日）9:00 - 10:00（JST）に放送（一部地域除く）された東映アニメーション制作のテレビアニメ。『トリコ』、『ONE PIECE』、『ドラゴンボールZ』の3作品によるコラボレーションスペシャルアニメ。

## 概要
フジテレビ日曜朝9時台枠のアニメ枠にてレギュラー放送されていた『トリコ』（9:00 - 9:30）と『ONE PIECE』（9:30 - 10:00）、さらに『ドラゴンボールZ』も参加する形で3つのアニメ作品のコラボレーションアニメが2013年4月7日 9:00 - 10:00に『トリコ×ONE PIECE×ドラゴンボールZ 超コラボスペシャル!!』と題して放送された。
なお、『ドリーム9』枠で放送された。
また、この番組は、同年3月30日公開のドラゴンボールシリーズの劇場公開作品第18弾『ドラゴンボールZ 神と神』を記念とした特別番組として放送された。
『実食! 悪魔の実!!』やそれ以前の『ONE PIECE』と『トリコ』のコラボレーションアニメで出会っているため、『ONE PIECE』と『トリコ』のキャラクター同士は知り合いという設定となっている。
一方、『ドラゴンボールZ』と『ONE PIECE』も過去に『バトルスタジアム D.O.N』等といったゲームや漫画『CROSS EPOCH』などで何度もコラボしているがアニメでのコラボは本作初であるため『ドラゴンボールZ』と『ONE PIECE』のキャラクター同士は初対面という設定になっている。同じく、『ドラゴンボールZ』と『トリコ』のキャラクター同士も初対面である。それらに伴い、『ドラゴンボールZ』は、『ONE PIECE』と『トリコ』とはこの作品が初共演となる。

## 登場人物・キャスト
| トリコ - トリコ - 置鮎龍太郎 - 小松 - 朴璐美 - ココ - 櫻井孝宏 - サニー - 岩田光央 - ゼブラ - 松田賢二 - ティナ - 水樹奈々 - クルッポー - 菊池こころ - リン - 田野アサミ - 節乃 - 雨蘭咲木子 - マンサム - 小杉十郎太 | ONE PIECE - ルフィ - 田中真弓 - ナミ - 岡村明美 - ゾロ - 中井和哉 - ウソップ - 山口勝平 - サンジ - 平田広明 - チョッパー - 大谷育江 - ロビン - 山口由里子 - フランキー - 矢尾一樹 - ブルック - チョー - ナレーション - 大場真人 | ドラゴンボールZ - 孫悟空、孫悟飯、孫悟天 - 野沢雅子 - 亀仙人 - 佐藤正治 - ブルマ - 鶴ひろみ - クリリン - 田中真弓 - ベジータ - 堀川りょう - ピッコロ - 古川登志夫 - トランクス - 草尾毅 - サタン - 石塚運昇 - 人造人間18号 - 伊藤美紀 - チチ - 渡辺菜生子 - ビーデル - 柿沼紫乃 - アナウンサー - 西脇保 - バブルス - 藤本たかひろ - 北の界王 - 八奈見乗児 - 観客 - 坂巻学 - 観客 - 白川周作 | - ヤムチャ - 天津飯 - 餃子 - プーアル - ウーロン - ブリーフ博士 - ブルマの母 - 牛魔王 - デンデ - 魔人ブウ - ミスター・ポポ - ヤジロベー - カリン - ビルス - ウイス |

## ストーリー
前編「走れ最強軍団! トリコとルフィと悟空!」
IGOが主催するレース、「天下一食おう会」。とある島で開かれたこの大会の優勝賞品は「カラットジューウシ」と呼ばれる稀少な高級食材。優勝を目指して、トリコと仲間たち（『トリコ』の登場人物）、そして麦わらの一味（『ONE PIECE』の登場人物）が大会に参加する。さらには、孫悟空らZ戦士（『ドラゴンボール』の登場人物）も大会に参加していた。「トリコvsルフィvs悟空」の最強決定戦の火蓋が切られる。
後編「史上最強コラボVS海の大食漢」
「天下一食おう会」で優勝したミスター・サタンが、優勝賞品のカラットジューウシをトリコやルフィ、悟空らにふるまっていると、マンサムから衝撃の事実が明かされる。大会は生物の力を吸うという、深海の大食漢・アカミィをおびき寄せるために開かれたという。そして、トリコやルフィ、悟空らの力を察知して、深海からアカミィが現れ……。「トリコ×ルフィ×悟空」の超コラボ必殺技が炸裂する。

## スタッフ
- 原作 - 島袋光年、尾田栄一郎、鳥山明
- 企画 - 高瀬淳也（フジテレビ）、渡辺和哉（読売広告社）、清水慎治（東映アニメーション）
- プロデューサー - 情野誠人（フジテレビ）、髙木明梨須（フジテレビ）、佐川直子（読売広告社）、鷲尾天、櫻田博之、長谷川昌也、ギャルマト・ボクダン（東映アニメーション）
- シリーズ構成 - 村山功、上坂浩彦
- 音楽 - 水谷広実、田中公平、浜口史郎、住友紀人
- 製作担当 - 黒木耕次郎
- 美術デザイン、美術監督 - 今野慎一
- 美術設定 - 金城沙綾
- 色彩設定 - 沢田豊二、豊永真一、堀田哲平
- グルメモンスターデザイン - 島貫正弘
- キャラクターデザイン - 香川久、久田和也、山室直儀
- シリーズディレクター - 座古明史、宮元宏彰
- 脚本 - 村山功
- 原画 - 志田直俊、島貫正弘、香川久、久田和也 他
- 動画、デジタル彩色 - Toei phils.、エー・ライン、かぐら
- 色指定 - 豊永真一、堀田雅一
- デジタル特殊効果 - 下川信裕
- 背景 - 美峰
- デジタル撮影 - バハンエンターテイメント、シアン
- 編集 - 西村英一
- 録音 - 伊東光晴
- 録音助手 - 新垣未希
- 効果 - 今野康之
- 効果助手 - 前田大夢
- 選曲 - 佐藤恭野
- 記録 - 橋口舞子
- 録音スタジオ - タバック
- オンライン編集 - 東映デジタルラボ
- 演出助手 - 小山保徳、森大貴
- 製作進行 - 古久保悠、堀越圭文
- 美術進行 - 澤田真央起
- 仕上進行 - 黒田進
- 演技事務 - 小浜匠
- 広報 - 熊谷知子（フジテレビ）
- 総作画監督 - 香川久、久田和也、井出武生
- 作画監督 - 薮本陽輔、横山健次
- 絵コンテ - 中島豊、志田直俊
- 演出 - 中島豊
- 制作協力 - 東映
- 制作 - フジテレビ、読売広告社、東映アニメーション

## 主題歌
- オープニングテーマ「豪食マイウェイ!!」（『トリコ』）
作詞 - 山田ひろし / 作曲・編曲 - 櫻井真一 / 唄 - 串田アキラ
- エンディングテーマ「ウィーゴー!」（『ONE PIECE』）
作詞 - 藤林聖子 / 作曲 - 田中公平 / 編曲 - 根岸貴幸 / 唄 - きただにひろし